# Religia în Bhutan
Religia în Bhutan (Pew 2010)
     Budism (religie oficială) (74,9%)
     Hinduism (22,6%)
     Bon și alte credințe indigene (1,9%)
     Creștinism (0,5%)
     Islam (0,1%)
     altele sau niciuna (2%)
Religia oficială din Bhutan este budismul Vajrayana.
Bhutan este o țară budistă prin constituție, iar budismul joacă un rol vital în țară.
Budismul este moștenirea culturală a Butanului și identitatea oamenilor săi.
Libertatea religioasă este garantată de rege. Aproximativ 75 la sută din populația de 770.000 de persoane urmează fie Linia Drukpa a școlii Kagyu, fie școala Nyingma din budismul tibetan sau o altă școală budistă. Restul de 25 la sută, mai ales populația Lhotshampas, practică hinduismul.

## Budism
Poporul Ngalop, descendent al imigranților tibetani, cuprinde majoritatea populației din zonele vestice și centrale și urmează, mai ales, linia Drukpa a școlii Kagyu Vajrayana.
Sharchops, descendenți ai locuitorilor aborigeni ai țării, trăiesc în est. S-a constatat că unii Sharchops practică budismul în combinație cu elemente ale lui Bon, în timp ce alții practică animismul și hinduismul.
Guvernul susține atât mănăstirile budiste Kagyu, cât și Nyingma. Familia regală practică o combinație între budismul Nyingma și Kagyu și mulți cetățeni cred în conceptul de „Kanyin-Zungdrel”, adică „Kagyupa și Ningmapa ca un tot întreg”.

## Hinduism
Hindușii, în principal în Sud, practică hinduismul. În Bhutan trăiesc aproximativ 200.000 de hinduși, preponderent parte a etniei Lhotshampa. Ei formează 23% din populația țării, iar hinduismul este a doua cea mai mare religie din această țară. Primul templu hindus a fost construit în Thimphu în 2012 de către Je Khenpo, conducătorul spiritual al Bhutanului, iar hindușii își practică religia în grupuri mici sau mijlocii. Hinduismul este mai frecvent în rândul grupului etnic Lhotshampa, deși o cantitate însemnată a acestei etnii practică și budismul.

## Bon
Bon, sistemul de credințe animist și șamanic al țării, constă în închinarea în fața naturii și precede budismul. Deși preoții Bon adesea oficiază și includ ritualuri Bon în festivalurile budiste, foarte puțini cetățeni aderă exclusiv la acest grup religios.

## Creștinism
Creștinii sunt prezenți în număr mic, în special în grupul etnic nepalez.
Conform unui raport din 2007, nu existau misionari creștini în țară, deși organizațiile internaționale de ajutor creștin și preoții iezuiti romano-catolici s-au angajat în educație și activități umanitare. Creștinismul a fost adus pentru prima dată în Bhutan la sfârșitul secolului al XVII-lea de către iezuiți portughezi, dar învățăturile nu au reușit să fie prea populare în rândul credincioșilor budiști ai poporului butanez.

## Islam
În 2010, Centrul de Cercetare Pew a estimat că 0,1% din populație era musulmană, iar islamul nu are nicio recunoaștere în cadrul constituției bhutaneze.

## Libertatea și reglementarea religiei
Legea prevede libertatea religiei; instituțiile și personalitățile religioase au datoria „de a promova moștenirea spirituală a țării, asigurând în același timp că religia rămâne separată de politică” și că instituțiile și personalitățile religioase rămân „mai presus de politică”. Respectând scopul declarat de guvern de a păstra valorile religioase și culturale ale indivizilor, clauzele prohibitive de mai sus din constituție au fost interpretate pentru a se aplica prozelitismului și, respectiv, pentru a interzice personalităților religioase să voteze.
Legea privind organizațiile religioase din 2007 își propune să protejeze și să păstreze moștenirea spirituală a Bhutanului prin asigurarea înregistrării și administrării organizațiilor religioase. Pentru îndeplinirea acestor obiective, Legea recunoaște Chhoedey Lhentshog ca autoritate de reglementare a organizațiilor religioase. Acest organism reglementează, monitorizează și ține evidența tuturor organizațiilor religioase din Bhutan, care sunt la rândul lor necesare pentru înregistrarea și menținerea formalităților corporative specificate.
Până în 2007, nu au fost raportate violențe asociate cu presiunea pentru a se conforma credințelor Vajrayana. Nu s-au raportat abuzuri sau discriminări în rândul societății bazate pe credință sau pe practica religioasă.